# Ovčar Banja
Ovčar Banja (Servisch cyrillisch Овчар Бања) is een plaats in de Servische gemeente Čačak. De plaats telt 168 inwoners (2002).